# Kádár étkezde
A Kádár étkezde nevezetes hely Budapest VII. kerületében. A Klauzál tér 9-ben található.

## Története
A kifőzdét Kádár Béla alapította 1957-ben. Később – közel húsz évig – Garami Tibor volt a tulajdonos, majd Orbán Sándor vette át (de ma is a Kádár néven), akitől 2024 júniusában a Sziget Kft. alapítója – Gerendai Károly – vette meg. 
Az étterem nagy valószínűséggel ma is ugyanúgy néz ki, mint a kezdetekben (piroskockás abrosz stb.). Gyorsétterem, elsősorban a környéken dolgozók szaladnak be rendes meleg ételért az ebédszünetükben; de nem csak ők. A kifőzde valamiért (alacsony árak, gyors kiszolgálás, kiváló konyha, a forgalmas környék vonzereje…) művészek, olimpikonok, politikusok, újságírók, producerek törzshelyévé vált.
Bárki bárkihez odaülhet, mert valahol majdnem mindig van egy szabad szék a kockás abrosz borította asztalok mellett.
Az étterem falait az ott járt hírességek dedikált fotói díszítik: Kabos László, Papp László, Tolnay Klári, Gobbi Hilda, Böjte József, Sas József, Marcello Mastroianni, Sylvester Stallone, Ruggiero Ricci, Vajna András stb. stb.
…annyira egymásba érnek az asztalok és a vendégek, hogy kifejezetten családi a hangulat…
A tulajdonos ott ül a pénztárgéppel a bejárati ajtónál, te elmeséled neki, hogy mit ettél. Ő természetesen ezt elhiszi, ezután fizetsz.
A Kádár étkezde 2020 tavaszán bezárt a Covid19-pandémia miatt, de Gerendai Károly a felújítás után, 2024-ben újra megnyitotta.